# Кузнецова, Евдокия Ивановна
Евдоки́я Ива́новна Кузнецо́ва (27 июня 1904, Москва, Российская империя — 11 октября 1977, Йошкар-Ола, Марийская АССР, РСФСР, СССР) — советский деятель культуры, партийно-административный руководитель, общественный деятель. Министр местной промышленности Марийской АССР (1943—1948), директор Марийского республиканского научно-краеведческого музея (Национального музея Республики Марий Эл им. Т. Евсеева) (1953—1961). Член ВКП(б) с 1930 года.

## Биография
Родилась 27 июня 1904 года в г. Москве. В 1930 году принята в ВКП(б). В 1935 году окончила Московскую областную партийную школу, в 1940 году — Высшую партийную школу при ЦК ВКП(б), в 1954 году — Марийский государственный педагогический институт имени Н. К. Крупской.
В 1935—1939 годах в Желтухинском районе Московской области: заведующая отделом пропаганды, 2-й секретарь райкома ВКП(б). В 1940 году направлена в Марийскую АССР, до 1943 года — заведующая сектором и отделом кадров Марийского обкома ВКП(б). В годы Великой Отечественной войны проводила важную работу по мобилизации в Красную армию и обеспечению качественными кадрами тыла.
В 1943—1948 годах — министр местной промышленности Марийской АССР, в 1948—1953 годах — заведующая кабинетом марксизма-ленинизма в Поволжском лесотехническом институте им. М. Горького (ныне Поволжский государственный технологический университет). Во время учёбы в МГПИ им. Н. К. Крупской — пропагандист, руководитель кружка истории КПСС (повышенного звена). С заметками и статьями регулярно выступала в местной печати.
В 1953 году решением Бюро Марийского обкома КПСС в порядке укрепления была направлена на работу директором Марийского республиканского научно-краеведческого музея (ныне Национальный музей Республики Марий Эл им. Т. Евсеева), где проработала до 1961 года.
Скончалась 11 октября 1977 года в г. Йошкар-Оле.

## Музейная деятельность
Директор Марийского республиканского научно-краеведческого музея (1953—1961). Одним из первых шагов её шагов в новой должности было проведение при Марийском обкоме ВКП(б) совещания руководящих работников министерств, ведомств, предприятий и учреждений. Результатом совещания стала передача музею предприятиями республики образцов своей продукции. Впоследствии такая практика передачи краеведческому музею на безвозмездной основе своей продукции стала носить регулярный характер. Особо ценным подарком был ковёр-портрет И. В. Сталина производства артели «Труженица», преподнесённый музею председателем Совета промысловой кооперации Марийской АССР А. И. Лежниным. Изначально ковёр готовили в качестве подарка И. В. Сталину ко дню его рождения в декабре 1953 года, но 5 марта 1953 года он умер, поэтому подарок так и остался в Марийской АССР.
При Е. И. Кузнецовой была реорганизована экспозиция музея, количество фондовых предметов возросло в 5 раз! Музей организовывал археологические, историко-этнографические экспедиции, экспедиции по изучению природы Марийского края. Улучшилась массово-краеведческая работа, посещаемость музея возросла в 3 раза! Летом 1960 года был создан передвижной музей, который обслужил более 150 тысяч жителей районов Марийской республики. Благодаря Е. И. Кузнецовой в том же году началась реконструкция здания музея: за 6 месяцев были построены 3-й этаж, южное (правое) крыло. По окончании строительства к 40-летию Марийской АССР в здании музея была развёрнута юбилейная выставка.

## Награды
- Медаль «За доблестный труд в Великой Отечественной войне 1941—1945 гг.»[3]
- Медаль «За доблестный труд. В ознаменование 100-летия со дня рождения Владимира Ильича Ленина» (1970) [3]